# Serdj El Ghoul
Serdj El Ghoul è un comune dell'Algeria, situato nella provincia di Sétif.